# Массон, Анри
Анри Массон (фр. Henri Masson; 1872—1963) — французский фехтовальщик, серебряный призёр летних Олимпийских игр 1900.
На Играх 1900 в Париже Массон участвовал только в соревновании на рапире. Пройдя все стадии от первого раунда до финала, он в итоге занял второе место и получил серебряную медаль.